# Thieffrans
Thieffrans est une commune française située dans le département de la Haute-Saône, la région culturelle et historique de Franche-Comté et la région administrative Bourgogne-Franche-Comté.
Ses habitants se nomment les Thieffranois et les Thieffranoises.

## Géographie

### Description

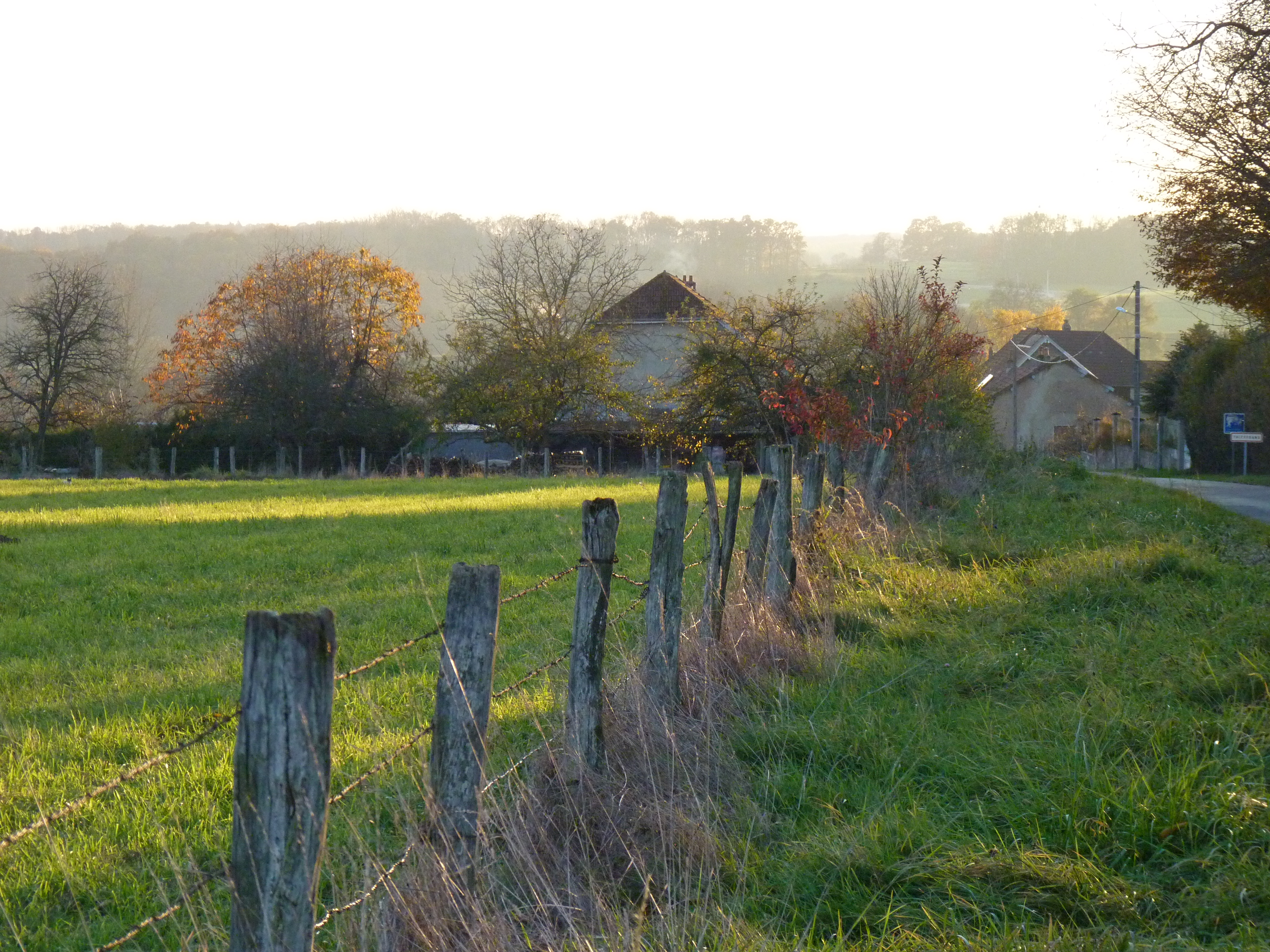
Le village de Thieffrans (côté Nord)

Thieffrans est un village rural de Franche-Comté situé dans la Haute-Saône et limitrophe du département du Doubs, situé à 18 km à vol-d'oiseau au sud-est de Vesoul, 37 km au nord-est de Besançon et 37 km à l'ouest de Montbéliard.
La commune est traversée par la LGV Rhin-Rhône.

### Communes limitrophes
|                       | Chassey-lès-Montbozon                  |                     |
| Dampierre-sur-Linotte | Thieffrans                             | Tressandans (Doubs) |
| Cognières             | Montagney-Servigney, Rougemont (Doubs) |                     |

### Hydrographie
Le territoire communal est drainé au nord par le ruisseau des Grouvots et est limité au sud par le lit de l'Ognon, un affluent gauche de la Saône et donc un sous-affluent du Rhône.

### Climat
Pour des articles plus généraux, voir Climat de la Bourgogne-Franche-Comté et Climat de la Haute-Saône.
En 2010, le climat de la commune est de type climat de montagne, selon une étude du Centre national de la recherche scientifique s'appuyant sur une série de données couvrant la période 1971-2000. En 2020, Météo-France publie une typologie des climats de la France métropolitaine dans laquelle la commune est exposée à un climat semi-continental et est dans la région climatique  Lorraine, plateau de Langres, Morvan, caractérisée par un hiver rude (1,5 °C), des vents modérés et des brouillards fréquents en automne et hiver.
Pour la période 1971-2000, la température annuelle moyenne est de 10,2 °C, avec une amplitude thermique annuelle de 17,4 °C. Le cumul annuel moyen de précipitations est de 1 051 mm, avec 13 jours de précipitations en janvier et 10,2 jours en juillet. Pour la période 1991-2020, la température moyenne annuelle observée sur la station météorologique de Météo-France la plus proche, « Villersexel Sa », sur la commune de Villersexel à 10 km à vol d'oiseau, est de 10,8 °C et le cumul annuel moyen de précipitations est de 1 037,9 mm. 
La température maximale relevée sur cette station est de 38,4 °C, atteinte le 8 août 2003 ; la température minimale est de −19,4 °C, atteinte le 20 décembre 2009,,.
Les paramètres climatiques de la commune ont été estimés pour le milieu du siècle (2041-2070) selon différents scénarios d'émission de gaz à effet de serre à partir des nouvelles projections climatiques de référence DRIAS-2020. Ils sont consultables sur un site dédié publié par Météo-France en novembre 2022.

## Urbanisme

### Typologie
Au 1er janvier 2024, Thieffrans est catégorisée commune rurale à habitat dispersé, selon la nouvelle grille communale de densité à sept niveaux définie par l'Insee en 2022.
Elle est située hors unité urbaine. Par ailleurs la commune fait partie de l'aire d'attraction de Vesoul, dont elle est une commune de la couronne,. Cette aire, qui regroupe 158 communes, est catégorisée dans les aires de 50 000 à moins de 200 000 habitants,.

### Pont
- En 1889 est lancée la reconstruction du pont qui enjambe l'Ognon (Franche-Comté). Les deux départements de la Haute-Saône et du Doubs (département) octroient un budget de 45000 francs pour les travaux[12]. Toutefois les travaux prennent du retard et sont mêmes interrompus à partir du mois d'octobre en raison des grands eaux conjuguées au mauvais temps. Des pétitionnaires réclament alors à ce qu'une passerelle en bois provisoire soit installée car les riverains sont contraints de faire de longs détours (7 à 8 km)[13].

- Un précédent pont avait été construit en 1834[14]. Le 1er octobre 1843, le Conseil municipal ouvre un crédit supplémentaire de 34 000 francs pour payer la construction du pont en cours d'exécution. À noter que la commune de Chassey-lès-Montbozon a participé à hauteur de 1 500 francs pour cofinancer l'ouvrage.

### Occupation des sols
L'occupation des sols de la commune, telle qu'elle ressort de la base de données européenne d’occupation biophysique des sols Corine Land Cover (CLC), est marquée par l'importance des territoires agricoles (58,2 % en 2018), en diminution par rapport à 1990 (60,6 %). La répartition détaillée en 2018 est la suivante : 
forêts (38,6 %), terres arables (35,7 %), zones agricoles hétérogènes (13,8 %), prairies (8,6 %), zones industrielles ou commerciales et réseaux de communication (3,2 %). L'évolution de l’occupation des sols de la commune et de ses infrastructures peut être observée sur les différentes représentations cartographiques du territoire : la carte de Cassini (XVIIIe siècle), la carte d'état-major (1820-1866) et les cartes ou photos aériennes de l'IGN pour la période actuelle (1950 à aujourd'hui).

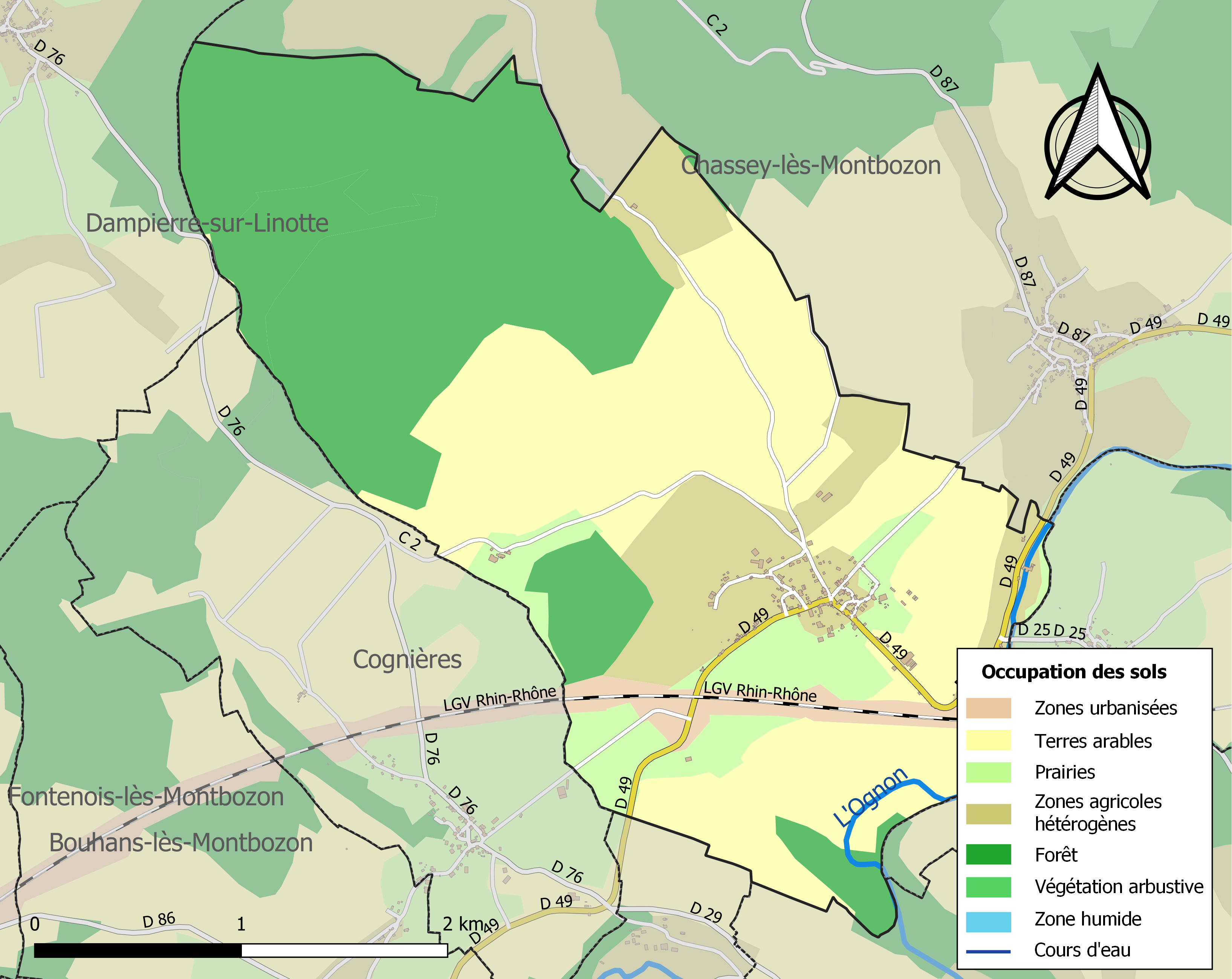
Carte des infrastructures et de l'occupation des sols de la commune en 2018 (CLC).

## Toponymie
En 1843, dans la presse locale, la commune est appelée Thieffrans-lès-Montbozon.

## Histoire
- La terre de Thieffrans a appartenu durant les XVe et XVIe siècles à la famille seigneuriale Mouchet de Château-Rouilliaud puis passa au XVIIe sous la domination de la famille De  Falletans.
- En 1712, les terres de Thieffrans, Busy et Fontenelle furent érigées en marquisat sous le nom de Falletans.
- Outre le moulin de la Rouchotte, la commune possédait une tuilerie et deux huileries. Exploitation d'une sablière. La broderie au crochet est une branche d'industrie qui a remplacé à Thieffrans la fabrication des chapeaux de paille.

### Quartiers et lieux-dits

#### Les Graviers
Quelques maisons composent ce hameau situé aux abords de l'Ognon (Franche-Comté).

#### Le moulin de la Rouchotte

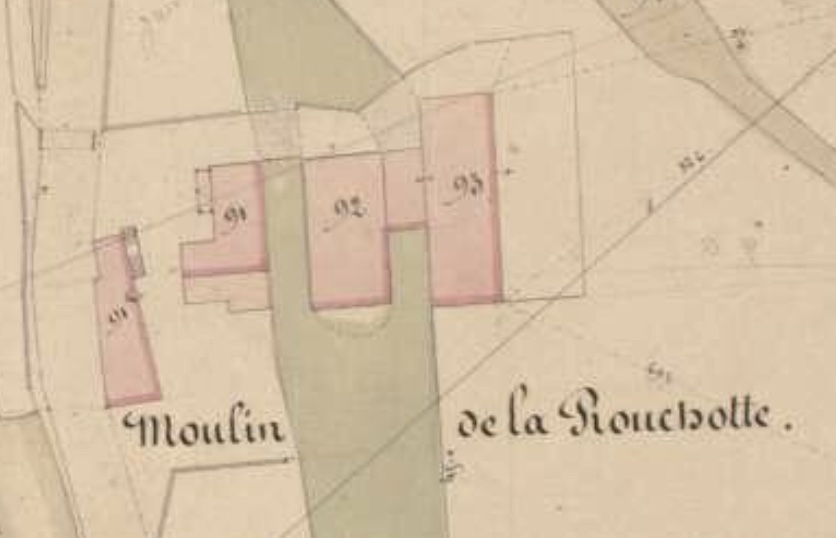
Plan cadastral du Moulin de la Rouchotte - 1865

Cette usine fut restaurée à neuf dans le courant de 1836. Il se compose alors de six moulins à blé, deux ribes, une huilerie et une scierie ; de vastes bâtiments d'exploitation, logements, grangeries. De par sa position entre les deux considérables forges de Bonnal (Doubs) et Montagney-Servigney, à proximité de villages populeux et du marché à grains important de Rougemont, assure à cette usine une clientèle sans concurrence.

En 1838, Joseph Gauthier (maître de forges) le « Napoléon des forges », amodiateur du moulin, demande par une pétition, la permission d'établir un cylindre à étirer le fer avec deux fours à réverbères pour le chauffage des barreaux de fer destinés à l'étirage. Les deux fours à réverbère furent prévus pour consommer annuellement huit à dix mille hectolitres de houille provenant des mines de Saint-Étienne et de Rive-de-Gier, pour obtenir annuellement, par l'étirage au cylindre, dix mille quintaux métriques de fer cylindré destiné à la fabrication du fil de fer. 

Le 21 septembre 1840, le moulin est à vendre aux enchères. Il s'accompagne d'un terrain de 8 à 10 hectares. Il est alors amodié annuellement 4 500 francs à Joseph Gauthier (maître de forges). 

En 1846, madame la marquise de Raincourt demande la permission d'établir un patouillet et un lavoir à bras sur l'Ognon (Franche-Comté), en aval de l'écluse du moulin de la Rouchotte. L'objectif étant de laver les eaux bourbeuses provenant du lavage de minerai pour alimenter son haut fourneau de Fallon (Haute-Saône), soit 400 à 500 mètres cubes de minerai pisiforme provenant de Thieffrans ou Cognières. 

En 1849 le moulin est mis à prix 28 000 francs par licitation. Il se compose alors de six moulins à blé, d'une huilerie, de deux ribes pour le chanvre, d'une scierie avec des ateliers de menuiserie, de maréchalerie, d'un beau logement de maître, d'un pavillon séparé pour bureau et logement de commis, de vastes grangeries, caves, huttes, remises et magasins de toutes pièces. A côté de l'usine se trouve un lavoir à minerai loué à M. Legrand, maître de forges à Fallon, moyennant le canon annuel de 300 francs. La mise à prix de 40 000 francs en 1847 n'avait pas trouvé preneur. 

En 1851, le moulin est amodié 3 000 francs et mis en vente définitivement et sans remise.
L'usine se compose de six moulins à blé, deux ribes, tuilerie, scierie, maréchalerie, vastes logements, hangars, écuries et est entourée d'un terrain de 10 hectares.

En 1852, le moulin amodié à Jeannin fait l'objet d'une vente par expropriation forcée. Le 11 septembre 1852 Claude-Joseph Roy, ancien huissier de justice, remporte la vente pour 24 000 francs mais n'ayant satisfait aux conditions d'adjudication, le moulin est revendu à la folle-enchère sur la mise à prix de 10 000 francs.

En 1909, une société en nom collectif sous la direction de Théophile Petitjean est créée pour 10 ans avec un capital de 65 000 francs. C'est alors une minoterie.

#### La Perrière
Ferme.

#### La Grange-Rouge
Ferme.

### Époque contemporaine

#### Terrible orage
Le 27 prairial an II, "l'orage le plus affreux qui éclata (...) sur le territoire de cette commune a fait sur les fruits un ravage considérable, non seulement par la grêle qu'il y a vomi, mais encore par la pluie la plus grosse qu'il y a eu avec un vent le plus impétueux de manière qu'une grande partie des fruits sont perdus. Les uns pour être fracassés par la grêle, les autres pour être aplatis si fort sur la terre qu'il est impossible qu'ils produisent du grain que ce qui augmente encore cette perte pour les labours.

#### Troubles en 1848
Le 26 mai 1848, à la suite de désaccords sur le partage des futaies, des membres du Conseil municipal de la commune sont outragés dans la salle des délibérations. Le 28 mai, une bande d'individus armés de haches parcourent les rues du village avec l'intention de se rendre en forêt pour procéder, de vive force, à la distribution des futaies par égales parts. Le tribunal correctionnel de Vesoul condamna François Roussel et Pierre Rouge à deux mois d'emprisonnement, Nicolas Morel et André Roussel à un mois chacun, Joseph Perron à dix jours de la même peine.

#### Enfanticide en 1865
Le 8 janvier 1865 un pêcheur découvre le cadavre d'un nouveau-né dans la rivière. L'enquête révèle vite que la mère est Virginie Maréchal, une fileuse de 18 ans originaire des Granges-Narboz.
Le 21 février suivant la mère passe devant la Cour d'Assises de la Haute-Saône. Elle avait accouché de son fils le 25 décembre 1864. D'après ses aveux, son enfant était né vivant ; mais elle a prétendu qu'il était tombé sur le plancher pendant qu'elle s'empressait d'enlever du lit les draps tachés de sang. Après cette chute, toutefois, l'enfant donnait encore signe de vie ; alors elle l'aurait saisi par un bras, et lui aurait frappé la tête à plusieurs reprises contre le bois du lit. 
 L'autopsie a constaté que l'enfant était né à terme, qu'il était bien conforme, qu'il avait vécu, et que les os du crâne avaient été entièrement fracturés. 

Après avoir donné la mort à son enfant, la fille Maréchal voulut faire disparaître les traces de son crime. Elle emprunta un cabas à sa maîtresse, elle plaça dans ce cabas le corps de son enfant, et elle se dirigea vers la rivière, où elle le jeta après l'avoir dépouillé des linges dont il était enveloppé. Cette fille était connue par de fâcheux antécédents ; sa conduite était des plus scandaleuses. 

Accusée d'avoir volontairement donné la mort à son enfant, le jury a rendu un verdict affirmatif ; mais il a admis des circonstances atténuantes. Elle fut condamnée à vingt ans de travaux forcés.

#### Domaine seigneurial
En 1863, Charles Sublet d'Heudicourt Comte de Lénoncourt vend son domaine sur la commune de Thieffrans composé de plus de 25 hectares de terres avec une vaste maison de ferme.

#### Courses hippiques
Des courses hippiques sont attestées dans le 2ème moitié du XIXe siècle sur un petit hippodrome et notamment en 1866.

Plusieurs prix étaient distribués parmi lesquels : le prix du canton, le prix du progrès, le prix des dames, le prix du Conseil général et le prix de l'Ognon.

#### Tuilerie
En 1879, la tuilerie et ses dépendances sont mises en vente.

#### Orage 1880
11 juin 1880 orage qui ravage les récoltes. Vers 4 heures 1/2 de l'après-midi, de sourds grondements de tonnerre se faisant entendre au loin dans la direction sud et sud-ouest, se rapprochant très sensiblement et d'une manière inquiétante de Thieffrans. Les deux orages se rejoignirent pour former un ouragan d'une violence extrême en prenant la direction du sud au nord. Le tonnerre cessa instantanément et le vent qui, jusque là, ne se faisait sentir que modérément, arrivait sur le village même, par rafales impétueuses mêlées de grêlons, rompant et arrachant des arbres, enlevant toitures et cheminées, reversant les personnes ; les rues et les jardins encombrés de débris de toutes sortes. 

Les dégâts dans la campagne furent encore plus sérieux ; les blés et les tiges de maïs et des pommes de terre furent rasées ; le coteau des vignes ne fut pas épargné, la récolte détruite. 

Quelques accidents furent à déplorer, entre autres celui d'un pauvre journalier, déjà estropié et non encore rétabli d'une fracture à la cuisse, qui a été renversé si violemment sur la route en quittant son travail pour se garer de l'orage, qu'il a eu le genou démis, précisément à la jambe malade; les autres sont sans gravité. 

Les communes de Montbozon, Maussans, Besnans, Bouhans-lès-Montbozon, Thiénans, Cognières, Chassey-lès-Montbozon furent également ravagées par la tempête.

#### Fièvre aphteuse 1913
Par arrêté préfectoral du 29 janvier 1913, est déclaré infecté de la fièvre aphteuse le territoire de la commune.

## Politique et administration

### Rattachements administratifs et électoraux
La commune fait partie de l'arrondissement de Vesoul du département de la Haute-Saône, en région Bourgogne-Franche-Comté. Pour l'élection des députés, elle dépend de la deuxième circonscription de la Haute-Saône.
Thieffrans faisait partie depuis 1801 du canton de Montbozon. Dans le cadre du redécoupage cantonal de 2014 en France, la commune est désormais rattachée au canton de Rioz.

### Intercommunalité
Thieffrans est membre de la communauté de communes du Pays de Montbozon, créée le 29 décembre 2000.
Dans le cadre de la mise en œuvre du schéma départemental de coopération intercommunale approuvé en décembre 2011 par le préfet de Haute-Saône, et qui prévoit notamment la fusion la fusion des communautés de communes du Pays de Montbozon et du Chanois, afin de former une nouvelle structure regroupant 27 communes et environ 6 500 habitants, la commune est membre depuis le 1er janvier 2014 de la communauté de communes du Pays de Montbozon et du Chanois.

### Liste des maires
| Période                                  | Période                       | Identité                 | Étiquette | Qualité        |
| ---------------------------------------- | ----------------------------- | ------------------------ | --------- | -------------- |
| Les données manquantes sont à compléter. |                               |                          |           |                |
| 1792                                     | 1792                          | Joseph Seigne            |           |                |
| 1793                                     | 1793                          | François Prieur          |           |                |
| 1807                                     | mars 1816                     | Charles Simon Dussault   |           |                |
| mars 1816                                | 1830                          | Joseph Vienet            |           |                |
| 1830                                     | 1852                          | Etienne Seigne           |           |                |
| 1852                                     | 1858                          | Jacques Michel Chaudonet |           |                |
| 1858                                     | 5/1862                        | Pierre Pescheur          |           | Démissionnaire |
| 5/1862                                   | 6/1867                        | Claude Coilley           |           | Démissionnaire |
| 6/1867                                   | 10/1870                       | Joseph Mariotte          |           |                |
| 10/1870                                  | 8/1872                        | Modeste Petitjean        |           | Meunier        |
| 8/1872                                   | 5/1873                        | Jean Baptiste Seigne     |           |                |
| 5/1873                                   | 1876                          | Charles Nicolas Vienet   |           |                |
| 12/1876                                  | 1/1881                        | Pierre Mariotte          |           |                |
| 1/1881                                   | 1883                          | Oscar Corne              |           |                |
| 4/1883                                   | 1886                          | François Prieur          |           |                |
| 1887                                     | 5/1892                        | Pierre Mariotte          |           |                |
| 1892                                     | 12/1893                       | Charles Delecray         |           |                |
| 1894                                     | 1904                          | Pierre Mariotte          |           |                |
| 1904                                     | 1908                          | Théophile Petitjean      | Libéral   |                |
| 1908                                     | 1926                          | Armand Bassot            |           |                |
| Les données manquantes sont à compléter. |                               |                          |           |                |
| 1931                                     | 1936                          | Alfred Charbonnier       |           |                |
| 1989                                     | 2001                          | Jean Mouillet            |           |                |
| 2001                                     | juillet 2020                  | Jean-François Mouillet   | DVD       | Retraité       |
| juillet 2020                             | En cours (au 2 décembre 2020) | Christian Morel          |           |                |

## Démographie
En 1614, le village est composé de 40 ménages. Après la terrible Guerre de Dix Ans (épisode comtois de la Guerre de Trente Ans) durant laquelle la moitié du pays est ravagée, le village n'est plus habité que de deux grangers[Quoi ?] au recensement de 1654. En 1657, le nouveau recensement dénombre 4 ménages (tous grangers), soit 18 personnes.
L'évolution du nombre d'habitants est connue à travers les recensements de la population effectués dans la commune depuis 1793. Pour les communes de moins de 10 000 habitants, une enquête de recensement portant sur toute la population est réalisée tous les cinq ans, les populations de référence des années intermédiaires étant quant à elles estimées par interpolation ou extrapolation. Pour la commune, le premier recensement exhaustif entrant dans le cadre du nouveau dispositif a été réalisé en 2004.

En 2022, la commune comptait 165 habitants, en évolution de −5,71 % par rapport à 2016 (Haute-Saône : −1,4 %, France hors Mayotte : +2,11 %).
| 1793 | 1800 | 1806 | 1821 | 1831 | 1836 | 1841 | 1846 | 1851 |
| ---- | ---- | ---- | ---- | ---- | ---- | ---- | ---- | ---- |
| 155  | 231  | 173  | 293  | 338  | 367  | 402  | 408  | 418  |

| 1856 | 1861 | 1866 | 1872 | 1876 | 1881 | 1886 | 1891 | 1896 |
| ---- | ---- | ---- | ---- | ---- | ---- | ---- | ---- | ---- |
| 341  | 374  | 385  | 343  | 364  | 375  | 364  | 336  | 294  |

| 1901 | 1906 | 1911 | 1921 | 1926 | 1931 | 1936 | 1946 | 1954 |
| ---- | ---- | ---- | ---- | ---- | ---- | ---- | ---- | ---- |
| 271  | 250  | 238  | 198  | 208  | 203  | 231  | 229  | 185  |

| 1962 | 1968 | 1975 | 1982 | 1990 | 1999 | 2004 | 2006 | 2009 |
| ---- | ---- | ---- | ---- | ---- | ---- | ---- | ---- | ---- |
| 189  | 187  | 158  | 166  | 172  | 179  | 172  | 162  | 172  |

| 2014 | 2019 | 2022 | - | - | - | - | - | - |
| ---- | ---- | ---- | - | - | - | - | - | - |
| 177  | 167  | 165  | - | - | - | - | - | - |

## Culture locale et patrimoine

### Lieux et monuments
- Un clocher fonctionnel à base carrée a été accolé à la  maison commune au centre du village. En 1843, la commune met en adjudication la fourniture d'une cloche et d'une horloge pour le clocher de la maison commune[39]. Thieffrans est une commune sans église.
- Un lavoir couvert dont le toit est supporté par des colonnes métalliques en façade.
- Le pont routier sur l'Ognon reliant la commune à celle de Tressandans.
- Le pont de la LGV Rhin-Rhône sur l'Ognon.

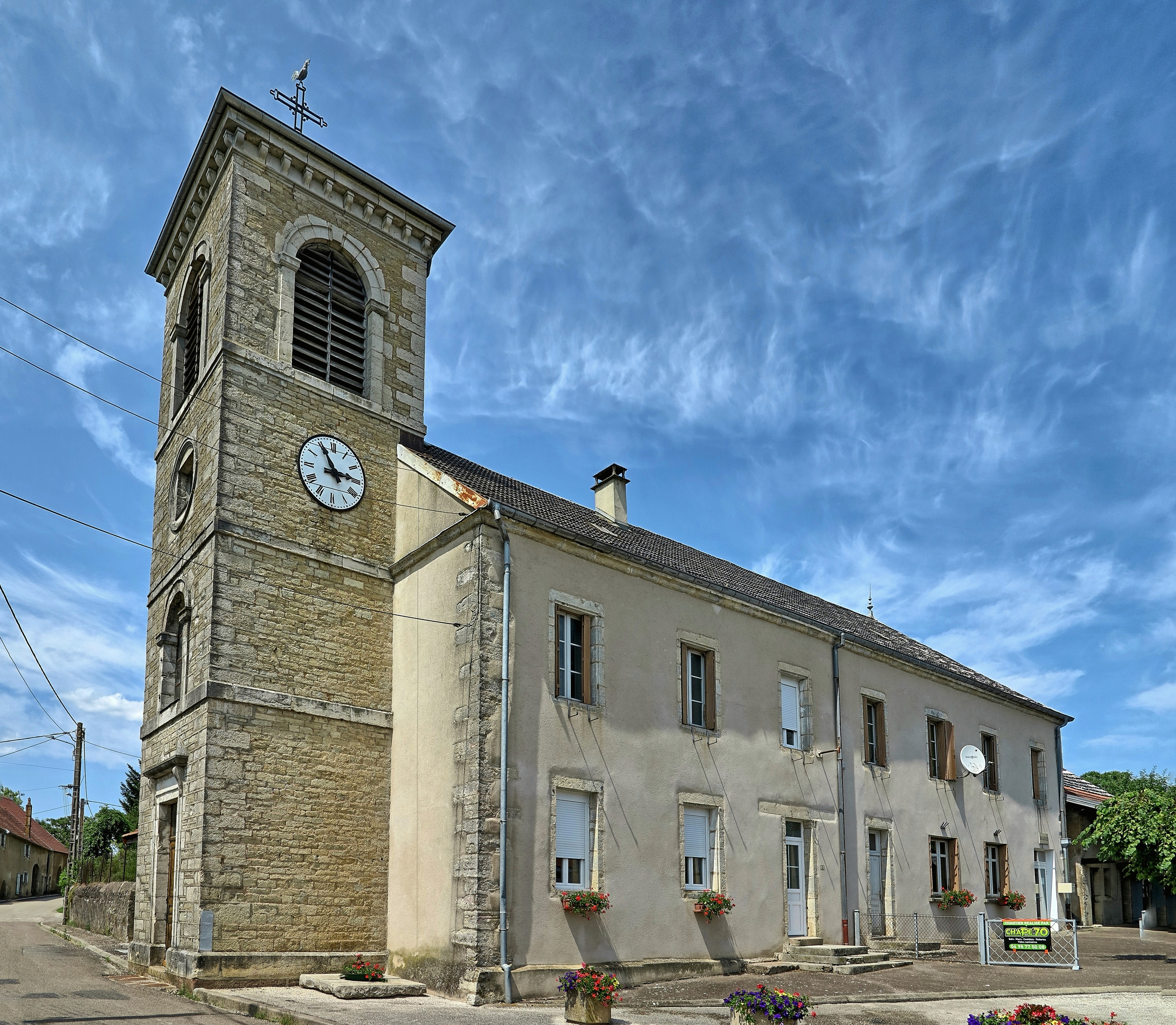
La maison commune avec son clocher.
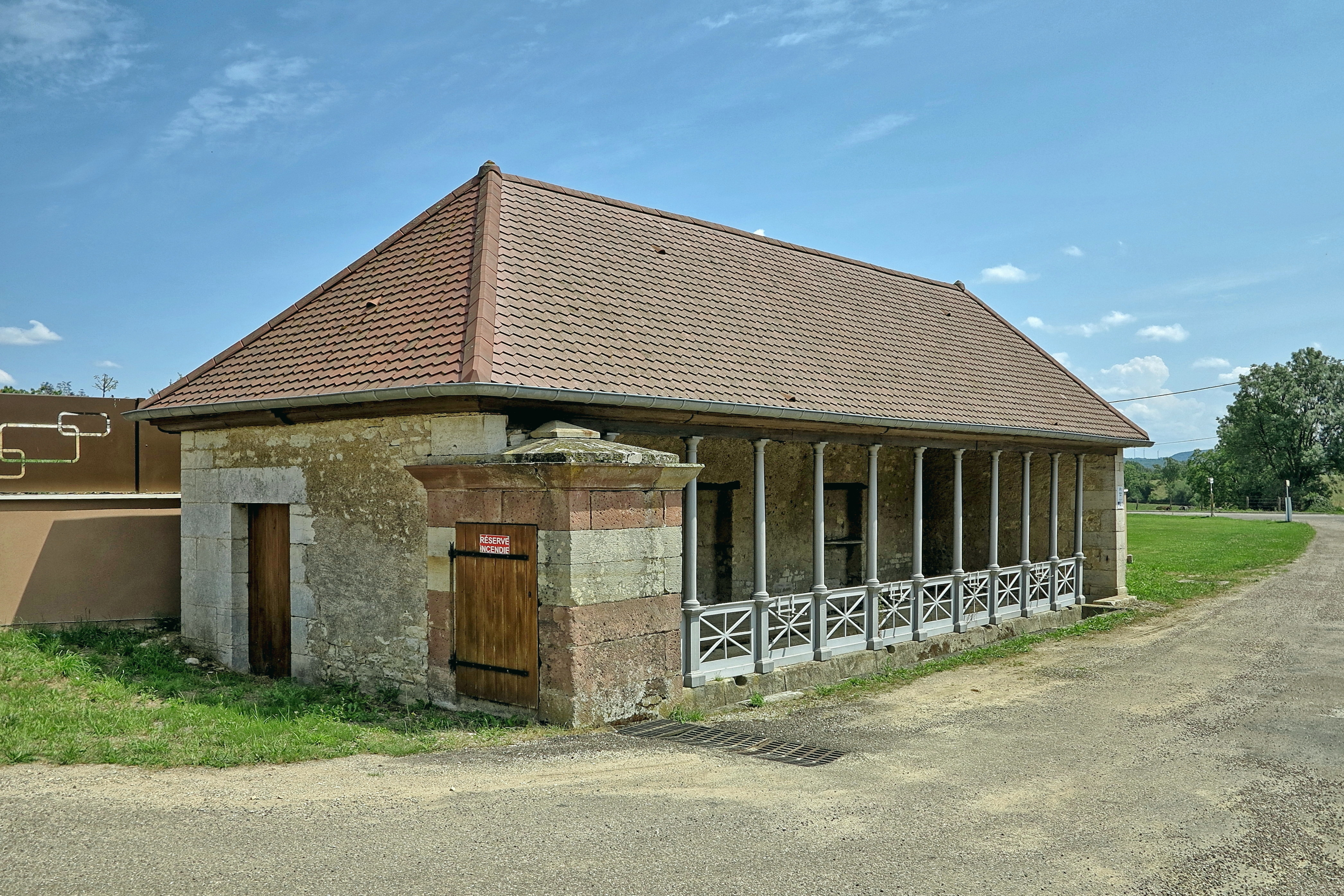
Le lavoir couvert.
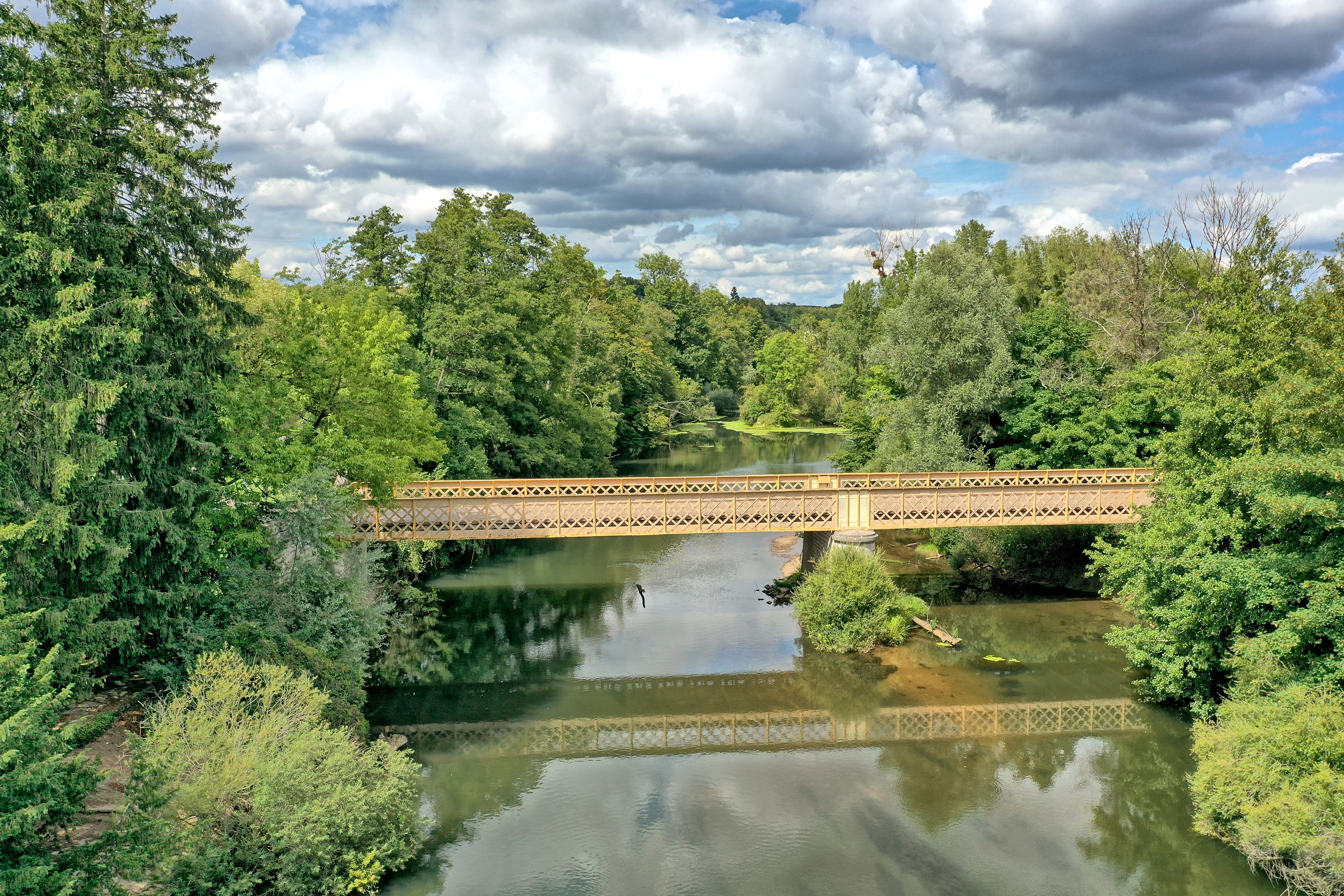
Le pont routier.
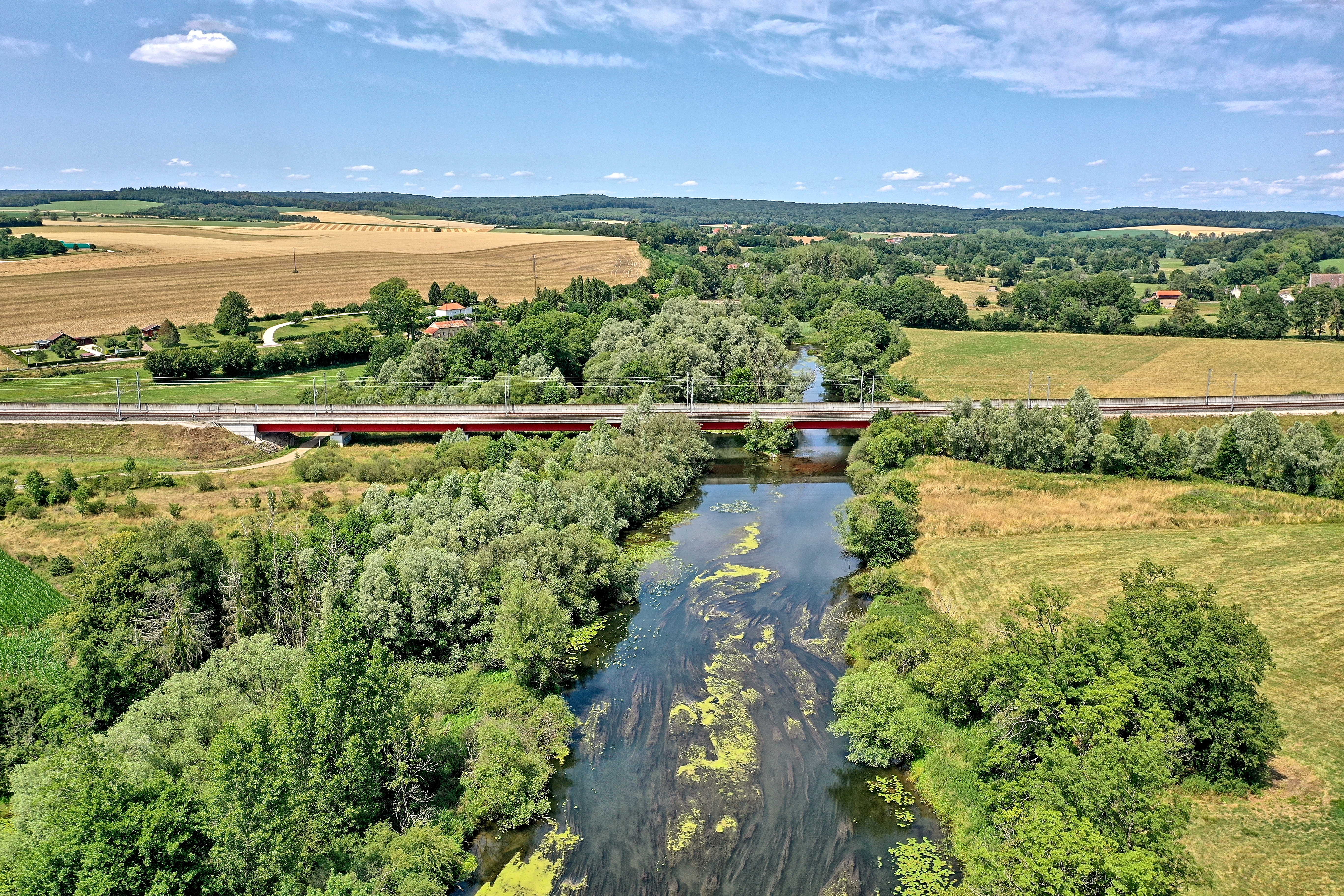
Le pont LGV sur l'Ognon.
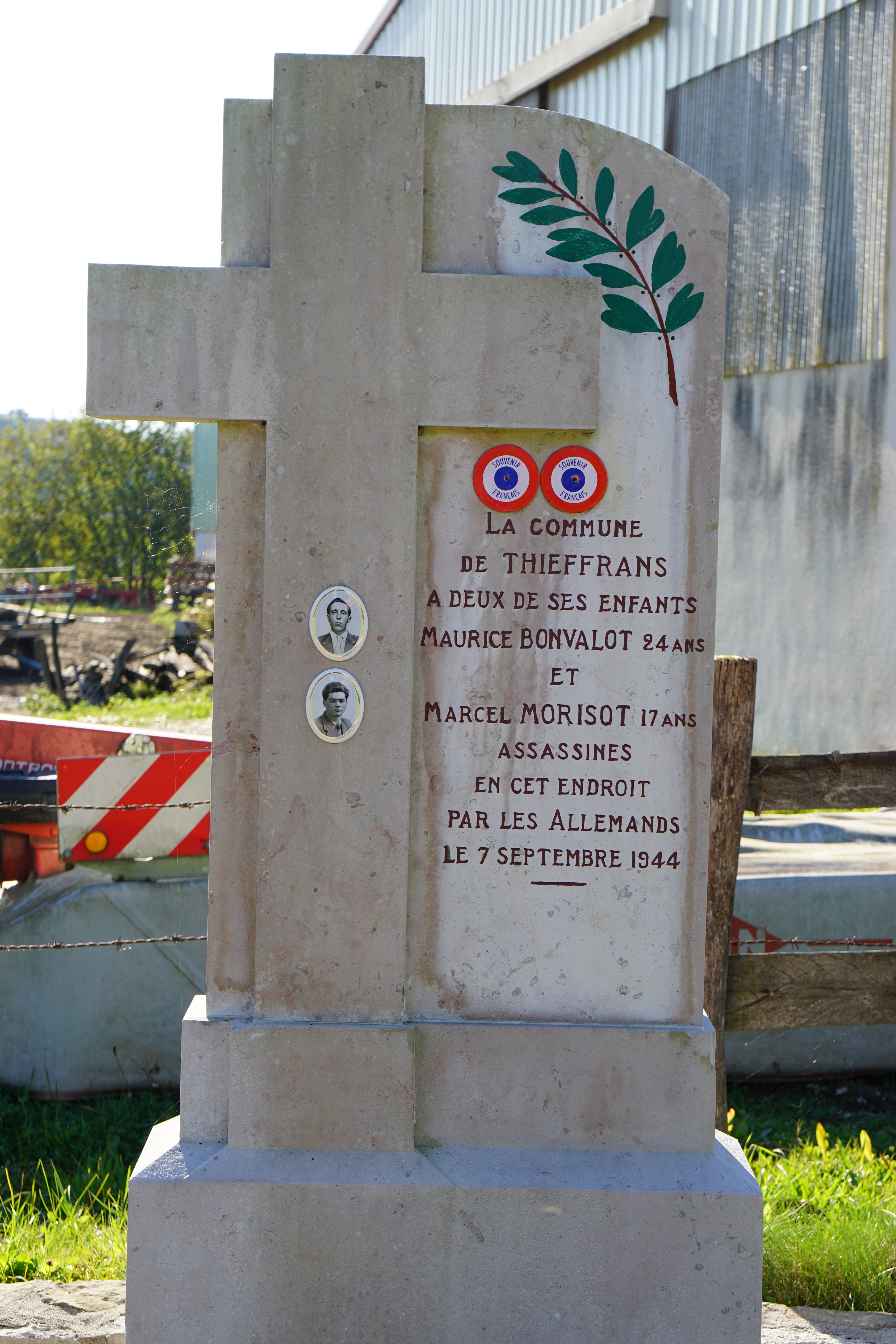
Le monument aux morts de Thieffrans à l'entrée de Tressandans.

### Personnalités liées à la commune
- Marcel Triboulet (1890-1939), international français de football né à Thieffrans le 26 janvier 1890
- Jean Robert (1915-1944), Résistant.
- Jacques Petitjean (1918-1991), résistant français, Compagnon de la Libération.